# Cordia ignea
Cordia ignea är en strävbladig växtart som beskrevs av Ignatz Urban och Ekman. Cordia ignea ingår i släktet Cordia, och familjen strävbladiga växter. Utöver nominatformen finns också underarten C. i. aurantiaca.